# Goianésia
Goianésia é um município brasileiro localizado na região central do estado de Goiás. Faz parte da Região Geográfica Imediata de Ceres-Rialma-Goianésia e, desde 2024, integra a Região Integrada de Desenvolvimento do Distrito Federal e Entorno (RIDE-DF).
Distante aproximadamente 170 quilômetros da capital estadual, Goiânia, e cerca de 230 quilômetros da capital federal, Brasília, o município possui uma população de 73.707 habitantes, segundo o Censo Demográfico de 2022 do Instituto Brasileiro de Geografia e Estatística (IBGE). É o mais populoso entre os 23 municípios que compõem o Vale do São Patrício, sendo, por isso, conhecido regionalmente como a "Princesa do Vale", em referência ao seu desenvolvimento e à sua influência sobre as cidades vizinhas.
A ocupação do território onde hoje se encontra Goianésia ocorreu de forma tardia, com a chegada de famílias vindas de Minas Gerais e de outros estados. Esse processo se intensificou na segunda metade do século XX, com a expansão da atividade agrícola no Centro-Oeste brasileiro. Atualmente, Goianésia é um dos polos de produção de açúcar e etanol no estado, com três usinas em operação e forte vocação para o setor agroindustrial.

## História
A história de Goianésia remonta ao século XIX, com o registro de terras na Paróquia de Nossa Senhora da Penha de Jaraguá, feito por Antônio Manoel de Barros em 23 de dezembro de 1857. A propriedade, que abarcava mais de 3.400 alqueires, foi chamada Fazenda Calção de Couro, em referência ao córrego que cortava a região. Este registro foi um marco importante, pois, além de garantir a posse legal das terras, evitava conflitos de terras na época, um problema comum no Vale do São Patrício.
Em 1920, Ladislau Mendes Ribeiro, casado com uma neta de Antônio Manoel de Barros, iniciou a ocupação da fazenda ao construir uma residência à margem do córrego. No entanto, o povoado começou a se formar de fato em 30 de outubro de 1943, quando Laurentino Martins Rodrigues, que também possuía terras na região, levantou um cruzeiro à beira do córrego, marcando o início do desenvolvimento da localidade.
O povoado foi oficialmente reconhecido como distrito de Goianésia em 10 de agosto de 1949, por meio da Lei nº 10, sancionada pelo prefeito de Jaraguá, Nelson de Castro Ribeiro. A emancipação política da cidade, no entanto, se concretizou em 24 de junho de 1953, com a publicação da Lei nº 747, que desmembrava Goianésia de Jaraguá, tornando-a um município independente.
A cidade, que inicialmente prosperou com a lavoura de café, viveu um período de declínio com a queda da cafeicultura, mas se reergueu na década de 1970 com a adoção da pecuária e do cultivo de arroz, milho e feijão. Durante esse período, a agricultura de cana-de-açúcar também começou a se expandir, com a instalação de usinas e destilarias que impulsionaram a economia local.
Com o tempo, Goianésia se consolidou como um centro econômico no Vale do São Patrício, com destaque para a agroindústria e a produção de açúcar, etanol e energia. A cidade é reconhecida pela sua hospitalidade, organização e diversidade, sendo considerada a "Princesa do Vale do São Patrício", um título que enche de orgulho seus habitantes. Hoje, Goianésia é um município modelo, com uma economia dinâmica e uma sociedade que valoriza o progresso e a qualidade de vida.

### A Lenda do Calção de Couro
Diz a lenda que, há várias décadas, antes da fundação do nosso município, dois viajantes percorriam as estradas e os lugarejos do interior de Goiás. Quando chegaram à região do que hoje é o nosso município, às margens do córrego que mais tarde receberia o nome de Calção de Couro, acharam o lugar bom e decidiram acampar.
Enquanto um dos viajantes organizava o local para o acampamento, o outro foi em busca de algum morador nas redondezas. Ele chegou já bem tarde ao local do acampamento, mas, ao chegar, não encontrou mais o seu colega. No lugar dele, havia somente o calção de couro e o calçado, também de couro, que eles usavam.
Diz a lenda que esse viajante foi devorado por uma onça que vivia na região. Por causa desse trágico acontecimento, o córrego passou a se chamar Calção de Couro, e, mais tarde, o vilarejo que surgiu ao seu redor também recebeu esse nome.
E assim, o nome foi mantido até que o vilarejo foi emancipado e recebeu oficialmente o nome de Goianésia. No brasão de armas do município, até hoje, é possível ver uma onça com um calção de couro, como uma homenagem a essa história que ficou marcada na memória da cidade.

### A Escolha do Nome
Laurentino Martins Rodrigues também foi responsável pela escolha do nome "Goianésia", inspirado em outros municípios de Goiás, como Goianápolis e Goiatuba. O nome foi escolhido após um consenso entre Laurentino e outros moradores da região, sendo inspirado no nome "Goianézia", sugerido por José Frauzino Pereira Sobrinho para a nova capital do estado.

## Economia
A economia de Goianésia tem origem na atividade agrícola, inicialmente centrada na produção de arroz e café. Com o tempo, o município diversificou sua base produtiva e passou a destacar-se também no setor leiteiro, consolidando-se como um dos principais polos agropecuários do Vale do São Patrício.
O processo de industrialização teve início na década de 1960, com a instalação da Usina Monteiro de Barros, posteriormente renomeada Usina Goianésia. A partir de 1980, foram inauguradas a Usina Jalles Machado e, em seguida, a Unidade Otávio Lage (Codora), o que consolidou Goianésia como um dos maiores polos sucroalcooleiros do estado de Goiás. As três usinas atuam na produção de açúcar, etanol e energia, sendo relevantes para a geração de empregos e para o fortalecimento da economia local.
Complementando esse cenário industrial, o Distrito Agroindustrial de Goianésia, administrado pela Companhia de Desenvolvimento Econômico de Goiás (Codego), está localizado às margens da GO-080 e ocupa uma área de 316 mil metros quadrados. O DAIGO abriga indústrias de diversos setores, como o alimentício, metalúrgico, de máquinas e equipamentos, e da construção civil, sendo um importante impulsionador do desenvolvimento econômico local e regional.

A agroindústria local também é representada por empresas voltadas ao processamento de alimentos. Em 2002, foi fundada a Goiás Alimentos (Goialli), especializada em produtos derivados de tomate, como extrato, polpa e molho, comercializados sob marca própria. Em 2024, a Fricó Alimentos iniciou a construção de uma nova unidade fabril na GO-080, ampliando a capacidade produtiva no setor alimentício. O município também abriga a Vereda Alimentos, empresa do Grupo Lopes Viandelli, que atua no abate e processamento de suínos, bovinos e peixes.

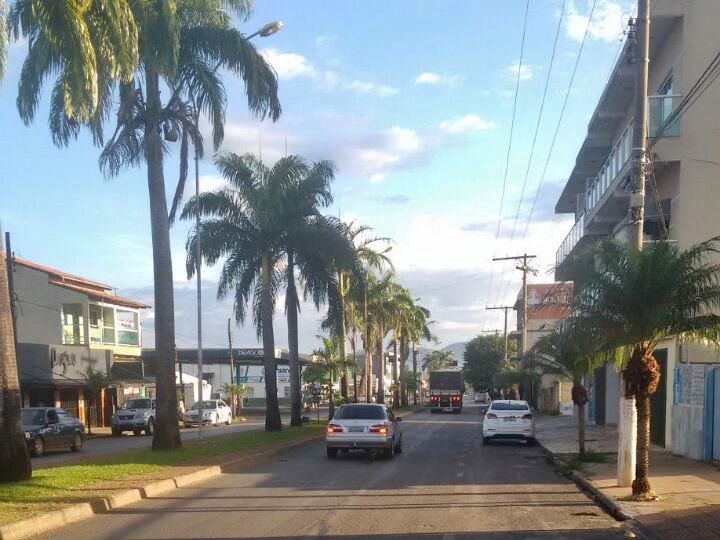
Avenida em Goianésia

Nas últimas décadas, Goianésia tem apresentado um crescimento expressivo no setor comercial, impulsionado pelo aumento populacional e pela elevação da demanda por bens e serviços. Esse dinamismo tem contribuído para consolidar o município como um polo regional de negócios, com a abertura constante de novas empresas.  A atividade econômica é favorecida pela infraestrutura de transporte, já que o município possui acesso a rodovias estratégicas, como a BR-153 e a BR-080, facilitando o escoamento da produção para outras regiões do estado e do país. Em termos econômicos, o Produto Interno Bruto (PIB) de Goianésia é estimado em aproximadamente R$ 1,9 bilhão, com um PIB per capita de R$ 26,2 mil. Embora esse valor esteja abaixo da média estadual, o município apresentou um desempenho notável entre 2006 e 2021, com crescimento nominal de 178,8% no período — o segundo maior da região intermediária.

### Indicadores socioeconômicos
Composição do PIB (2008)
- Valor adicionado bruto da agropecuária:  R$ 55.890 milhões
- Valor adicionado bruto da indústria:  R$ 111.732 milhões
- Valor adicionado bruto dos serviços:  R$  262.752 milhões
- Impostos sobre produtos líquidos de subsídios:  R$ 52.706 milhões

## Geografia

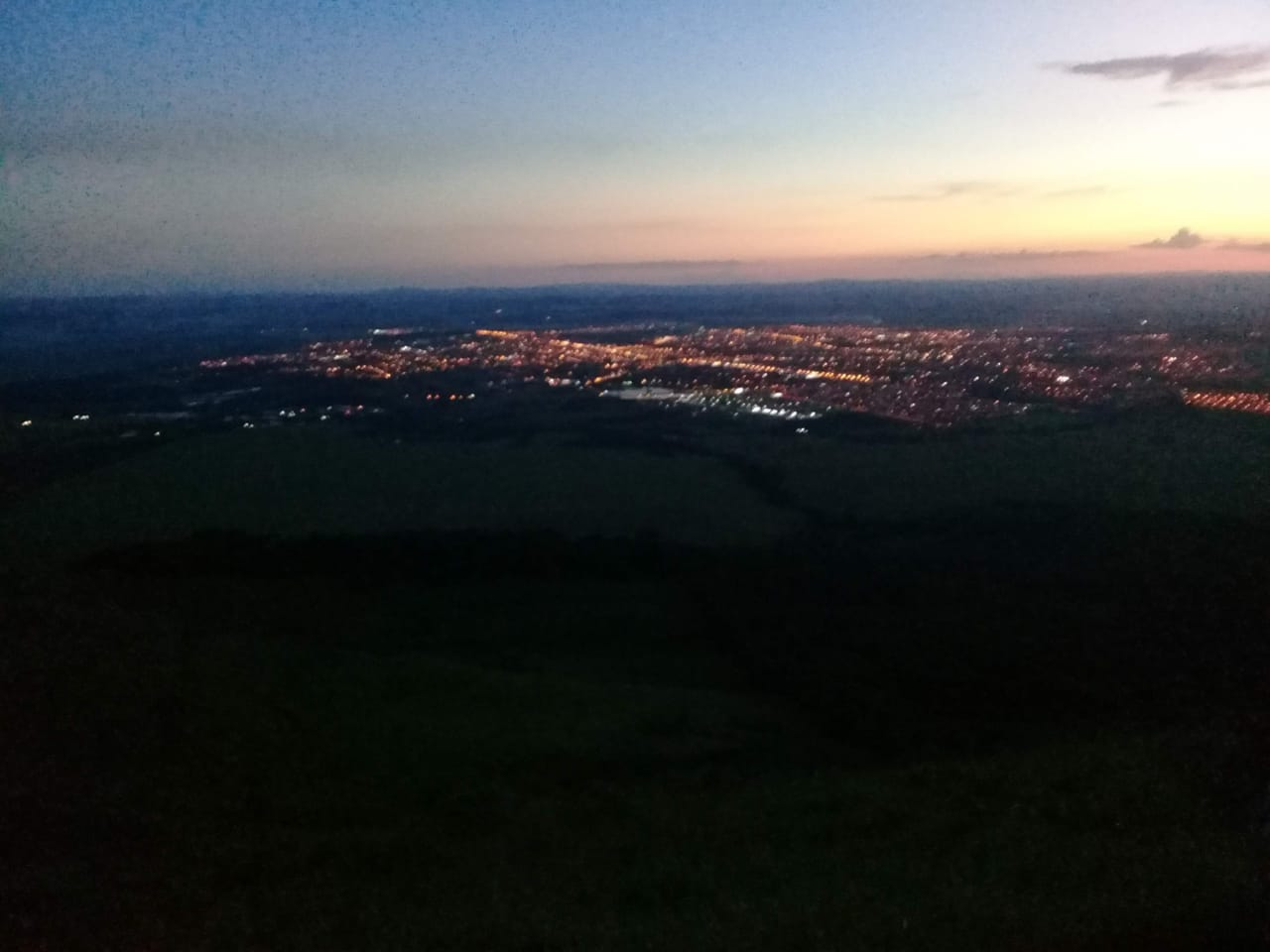
Vista panorâmica de Goianésia

Com uma área de 1.700,90 km², Goianésia ocupa uma posição estratégica no estado de Goiás, destacando-se como um dos municípios importantes para a região. Desde 2017, integra a Região Geográfica Intermediária de Porangatu-Uruaçu e a Região Geográfica Imediata de Ceres-Rialma-Goianésia, conforme a divisão territorial instituída pelo IBGE. Antes disso, fazia parte da microrregião de Ceres, inserida na mesorregião do Centro Goiano.
O município está localizado a 170 km de Goiânia, capital estadual, e a cerca de 208 km de Brasília, capital federal, destacando-se por sua localização estratégica entre esses importantes centros administrativos e econômicos.
A cidade é banhada pelos rios dos Peixes, dos Bois e dos Patos, que compõem importantes recursos hídricos na região. O relevo da área é predominantemente plano, com algumas áreas de suavemente ondulado, o que favorece tanto o desenvolvimento urbano quanto as atividades agrícolas.

### Vegetação
A vegetação de Goianésia está predominantemente inserida no bioma do Cerrado, que caracteriza grande parte do território de Goiás. O Cerrado é um dos biomas mais ricos em biodiversidade, com uma vegetação composta por arbustos, gramíneas e árvores de pequeno porte, adaptadas ao clima tropical e às condições de solo típicas da região.
Em áreas mais úmidas, é possível encontrar vegetação de galeria ao longo dos rios, que abrange espécies vegetais que crescem ao redor de cursos d’água, formando um ambiente de transição entre o Cerrado e os ecossistemas aquáticos. Além disso, o cerrado propriamente dito, com suas árvores de porte médio e pequeno, arbustos e vegetação rasteira, é a formação vegetal predominante na região.

### Clima
O clima da cidade é característico de uma zona tropical, com uma estação chuvosa durante o período mais quente e uma estação seca nos meses mais frios. Essas condições climáticas influenciam a dinâmica local, tanto no setor agropecuário quanto no crescimento urbano.
Segundo dados do Instituto Nacional de Meteorologia (INMET), referentes ao período de 1984 e 2008, a menor temperatura registrada em Goianésia foi de 4,9 °C em 10 de junho de 1985, e a maior atingiu 39,5 °C em 15 de setembro de 2007. O maior acumulado de precipitação em 24 horas foi de 132,5 milímetros (mm) em 30 de janeiro de 2006. Outros acumulados iguais ou superiores a 100 mm foram 112,8 mm em 25 de dezembro de 1985, 110,9 mm em 26 de dezembro de 1985 e 4 de janeiro de 1997 e 108 mm em 4 de fevereiro de 1996. Dezembro de 1985 foi o mês de maior precipitação, com 681,2 mm.
| Dados climatológicos para Goianésia | Dados climatológicos para Goianésia | Dados climatológicos para Goianésia | Dados climatológicos para Goianésia | Dados climatológicos para Goianésia | Dados climatológicos para Goianésia | Dados climatológicos para Goianésia | Dados climatológicos para Goianésia | Dados climatológicos para Goianésia | Dados climatológicos para Goianésia | Dados climatológicos para Goianésia | Dados climatológicos para Goianésia | Dados climatológicos para Goianésia | Dados climatológicos para Goianésia |
| Mês | Jan                                 | Fev                                 | Mar                                 | Abr                                 | Mai                                 | Jun                                 | Jul                                 | Ago                                 | Set                                 | Out                                 | Nov                                 | Dez                                 | Ano                                 |
| --- | ----------------------------------- | ----------------------------------- | ----------------------------------- | ----------------------------------- | ----------------------------------- | ----------------------------------- | ----------------------------------- | ----------------------------------- | ----------------------------------- | ----------------------------------- | ----------------------------------- | ----------------------------------- | ----------------------------------- |
| Temperatura máxima recorde (°C) | 36,6                                | 36,2                                | 34,8                                | 35,4                                | 36,4                                | 33,8                                | 35,2                                | 37,2                                | 39,5                                | 38,9                                | 37,4                                | 37,2                                | 39,5                                |
| Temperatura máxima média (°C) | 29,8                                | 30,2                                | 30,3                                | 30,8                                | 30,4                                | 29,8                                | 30,3                                | 32,2                                | 33,2                                | 32,4                                | 30,3                                | 29,4                                | 30,8                                |
| Temperatura média compensada (°C) | 24                                  | 24,1                                | 24,1                                | 24,1                                | 23,2                                | 21,9                                | 22,9                                | 24,1                                | 25,8                                | 25,6                                | 24,3                                | 24                                  | 24                                  |
| Temperatura mínima média (°C) | 20,2                                | 20,2                                | 20,1                                | 19,6                                | 17,8                                | 15,8                                | 15,7                                | 17,4                                | 19,8                                | 20,5                                | 20,3                                | 20,4                                | 19                                  |
| Temperatura mínima recorde (°C) | 16,3                                | 16,8                                | 17,1                                | 15,1                                | 11                                  | 4,9                                 | 8,7                                 | 11,4                                | 14,2                                | 15,4                                | 16,4                                | 16,6                                | 4,9                                 |
| Precipitação (mm) | 274,3                               | 217,9                               | 209,3                               | 91,4                                | 16,4                                | 7                                   | 2,8                                 | 7,8                                 | 42,2                                | 128,8                               | 223,3                               | 297,7                               | 1 518,9                             |
| Dias com precipitação (≥ 1 mm) | 18                                  | 14                                  | 14                                  | 7                                   | 2                                   | 1                                   | 0                                   | 1                                   | 4                                   | 10                                  | 15                                  | 19                                  | 105                                 |
| Umidade relativa compensada (%) | 80                                  | 79,6                                | 79,1                                | 74,7                                | 66,9                                | 59,1                                | 52,2                                | 46,2                                | 50,2                                | 64,2                                | 75,7                                | 80,5                                | 67,4                                |
| Insolação (h) | 154                                 | 154,5                               | 181,1                               | 222,5                               | 260,5                               | 263,8                               | 281                                 | 274,8                               | 211,6                               | 188,4                               | 146,4                               | 131,6                               | 2 470,3                             |
| Fonte: Instituto Nacional de Meteorologia (INMET) (normal climatológica de 1981-2010; recordes de temperatura de 01/05/1984 a 20/08/2008) |                                     |                                     |                                     |                                     |                                     |                                     |                                     |                                     |                                     |                                     |                                     |                                     |                                     |

## Subdivisões
A cidade de Goianésia é composta por 56 bairros, 3 distritos e 6 povoados, são eles:

### Bairros
| Nome                                 | Área (km²) | Perímetro (km) |
| ------------------------------------ | ---------- | -------------- |
| Aldeia do Morro                      | 0.180      | 2.432          |
| Amigo                                | 0.580      | 5.513          |
| Boa Vista                            | 0.367      | 3.407          |
| Carrilho                             | 1.521      | 7.360          |
| Colina Park Residencial              | 0.590      | 3.458          |
| Condomínio Residencial Meridian      | 0.301      | 2.509          |
| Condomínio Residencial Vivalle       | 0.336      | 3.124          |
| Covoa                                | 0.385      | 3.702          |
| Covoa II                             | 0.029      | 0.726          |
| Centro                               | 0.982      | 4.162          |
| Dona Fiica                           | 0.392      | 3.479          |
| Dona Fiica II                        | 0.180      | 2.353          |
| Eurípedes Barsanulfo                 | 0.116      | 1.363          |
| Jardim Esperança                     | 0.612      | 3.579          |
| Jardim Pôr do Sol                    | 0.150      | 2.139          |
| Morro da Ema                         | 0.155      | 1.821          |
| Muniz Falcão                         | 1.152      | 4.739          |
| Nova Fiica                           | 0.511      | 3.662          |
| Nossa Senhora Aparecida              | 0.062      | 1.161          |
| Nossa Senhora da Penha               | 0.382      | 3.208          |
| Parque Bandeirantes                  | 0.129      | 1.654          |
| Residencial Bougainville             | 0.499      | 3.636          |
| Residencial Flamboyant               | 0.194      | 2.263          |
| Residencial Granville                | 1.076      | 4.898          |
| Residencial Hermínio Lopes           | 0.169      | 1.992          |
| Residencial Ipês                     | 0.553      | 3.220          |
| Residencial Jardim do Cerrado        | 0.779      | 4.677          |
| Residencial Laurentino Martins       | 0.932      | 6.478          |
| Residencial Mariana Park             | 0.047      | 0.931          |
| Residencial Morada Nova              | 0.193      | 1.883          |
| Residencial Nestor Ville             | 0.266      | 2.429          |
| Residencial Parque Araguaia          | 0.153      | 2.014          |
| Residencial Parque Araguaia II       | 0.098      | 1.532          |
| Residencial Parque das Palmeiras     | 1.025      | 5.324          |
| Residencial Parque das Palmeiras II  | 0.413      | 2.799          |
| Residencial Parque das Palmeiras III | 0.799      | 4.396          |
| Residencial Santa Clara              | 0.062      | 1.115          |
| Residencial Vereda dos Buritis       | 0.152      | 1.881          |
| Santa Cecília                        | 0.328      | 2.416          |
| Santa Luzia                          | 0.700      | 4.221          |
| Santa Tereza                         | 0.467      | 3.897          |
| Setor Bela Vista                     | 0.370      | 2.832          |
| Setor dos Buritis                    | 0.091      | 1.820          |
| Setor Negrinho Carrilho              | 0.994      | 4.650          |
| Setor Oeste                          | 0.859      | 4.649          |
| Setor Sul                            | 1.678      | 6.520          |
| Setor Universitário                  | 1.491      | 5.593          |
| Vila Nova Aurora                     | 0.071      | 1.152          |
| Vila Nova Aurora II                  | 0.038      | 0.977          |
| Vila Nova Aurora III                 | 0.342      | 3.346          |
| Vila São Caetano                     | 0.093      | 1.243          |
| Vila Vera Cruz                       | 0.106      | 1.411          |

### Distritos
- Distrito Agroindustrial Manoel Braollos Martins
- Distrito Industrial Irone Francisco Lopes
- Natinópolis

### Povoados
- Juscelândia
- Cafelândia
- Barreiro
- Morro Branco
- Campo Alegre

## Política

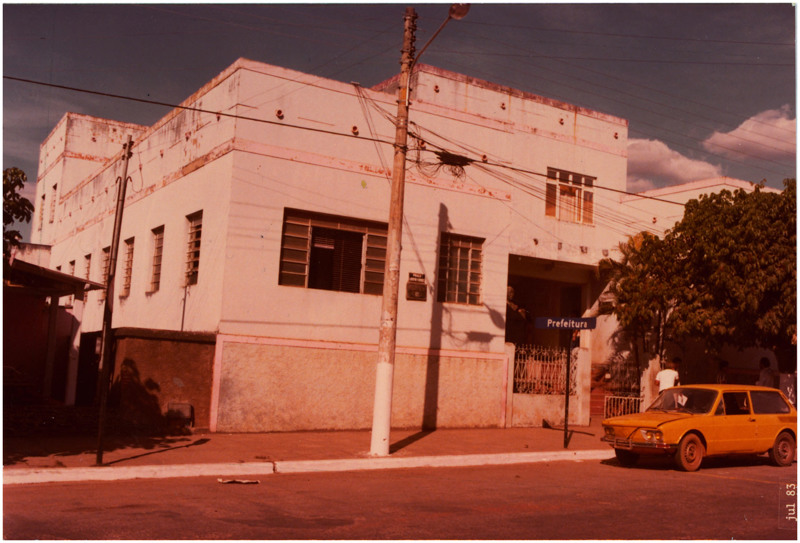
Prefeitura de Goianésia - 1983

Desde sua fundação, em 1953, a política em Goianésia tem sido marcada por alternância de poder entre diferentes grupos e partidos, com destaque para a presença de famílias tradicionais que influenciaram diretamente os rumos da administração municipal.
Nos primeiros anos da cidade, os prefeitos foram nomeados pelo governador Pedro Ludovico Teixeira. A partir da década de 1960, com a criação de uma estrutura administrativa mais consolidada, Goianésia passou a realizar eleições diretas para os cargos de prefeito e vice-prefeito. Durante os governos militares, o município foi governado por representantes de partidos como ARENA. Em seguida, os anos 1980 e 1990 trouxeram uma maior diversidade política, com a ascensão de figuras importantes de diferentes partidos, como o PMDB, PFL e o PSDB.
| Nº | Nome                          | Imagem | Partido | Início do mandato | Fim do mandato | Observações                                                                                   |
| -- | ----------------------------- | ------ | ------- | ----------------- | -------------- | --------------------------------------------------------------------------------------------- |
| 1  | Luiz Gonzaga Sobrinho         |        | PSD     | 01/01/1954        | 01/07/1954     | Nomeado pelo governador Pedro Ludovico Teixeira.                                              |
| 2  | Marcelino Vicente Batista     |        | PSD     | 02/07/1954        | 01/02/1955     | Nomeado pelo governador Pedro Ludovico Teixeira.                                              |
| 3  | Laurentino Martins Rodrigues  |        | UDN     | 02/02/1955        | 31/01/1959     | Primeiro prefeito eleito.                                                                     |
| 4  | Taciano Irany Rodrigues       |        | PSD     | 31/01/1959        | 31/01/1961     |                                                                                               |
| 5  | Walter Augusto Fernandes      |        | PSD     | 31/01/1961        | 27/12/1961     |                                                                                               |
| 6  | Francisco Gomes Neto          |        | PSD     | 27/12/1961        | 09/02/1962     | Assumiu devido afastamento do prefeito por irregularidades no TSE.                            |
| 7  | Otávio Lage de Siqueira       |        | UDN     | 09/02/1962        | 01/07/1965     | Eleição suplementar após decisão do TSE.                                                      |
| 8  | Noraldino Rodrigues Porto     |        | UDN     | 01/07/1965        | 31/01/1966     | Assumiu após desincompatibilização do prefeito para candidatura a governador.                 |
| 9  | Luiz de Oliveira              |        | UDN     | 31/01/1966        | 31/01/1970     |                                                                                               |
| 10 | Noraldino Rodrigues Porto     |        | ARENA   | 31/01/1970        | 31/01/1973     |                                                                                               |
| 11 | Luiz de Oliveira              |        | ARENA   | 31/01/1973        | 31/01/1977     |                                                                                               |
| 12 | Jalles Fontoura de Siqueira   |        | ARENA   | 31/01/1977        | 14/05/1982     |                                                                                               |
| 13 | José Salvino de Menezes       |        | ARENA   | 14/05/1982        | 01/02/1983     | Assumiu quando Jalles Fontoura se desincompatibilizou para candidatar-se a deputado estadual. |
| 14 | Rubens Ottoni de Oliveira     |        | PDS     | 01/02/1983        | 01/01/1989     |                                                                                               |
| 15 | Hélio Antônio de Sousa        |        | PFL     | 01/01/1989        | 01/01/1993     |                                                                                               |
| 16 | Antônio Lopes da Silva        |        | PFL     | 17/01/1991        | 15/02/1991     | Assumiu temporariamente por ocasião da licença do prefeito Hélio Antônio.                     |
| 17 | Gilberto Batista Naves        |        | PMDB    | 01/01/1993        | 01/01/1997     |                                                                                               |
| 18 | Waldemar Lázaro de Melo       |        | PMDB    | 06/05/1994        | 15/05/1994     | Assumiu temporariamente durante licença do prefeito Gilberto Batista Naves.                   |
| 19 | Hélio Antônio de Sousa        |        | PFL     | 01/01/1997        | 22/11/2000     |                                                                                               |
| 20 | Alcione Miclos                |        | PFL     | 22/11/2000        | 31/12/2000     | Assumiu após a renúncia de Hélio Antônio de Sousa para prestigiar a sua candidatura.          |
| 21 | Otávio Lage de Siqueira Filho |        | PFL     | 01/01/2001        | 31/12/2004     |                                                                                               |
| 22 | Bráulio Campos Júnior         |        | PFL     | 23/07/2002        | 14/08/2002     | Assumiu durante licença do vice-prefeito, que se candidatava a deputado estadual.             |
| 23 | Otávio Lage de Siqueira Filho |        | PSDB    | 01/01/2005        | 31/12/2008     |                                                                                               |
| 24 | José Mateus dos Santos        |        | PFL     | 07/01/2005        | 08/11/2008     | Assumiu em diversas oportunidades devido a licenças de Otávio Lage de Siqueira Filho.         |
| 25 | Ariosvaldo Gomes              |        | PSDB    | 22/10/2008        | 20/11/2008     | Assumiu temporariamente devido à licença do vice-prefeito José Mateus dos Santos.             |
| 26 | Gilberto Batista Naves        |        | PMDB    | 01/01/2009        | 13/11/2012     |                                                                                               |
| 27 | Renato Menezes de Castro      |        | PTB     | 14/11/2012        | 31/12/2012     | Assumiu após renúncia de Gilberto Batista Naves para prestigiá-lo.                            |
| 28 | Jalles Fontoura de Siqueira   |        | PSDB    | 01/01/2013        | 31/12/2016     |                                                                                               |
| 29 | Robson Tavares                |        | DEM     | 07/07/2014        | 22/08/2014     | Assumiu temporariamente por motivos de licença do prefeito Jalles Fontoura.                   |
| 30 | Renato Menezes de Castro      |        | MDB     | 01/01/2017        | 31/12/2020     |                                                                                               |
| 31 | Leonardo Silva Menezes        |        | DEM     | 01/01/2021        | 31/12/2024     |                                                                                               |
| 32 | João Pedro Almeida Ribeiro    |        | DEM     | 06/12/2021        | 21/12/2021     | Assumiu temporariamente por motivos de licença do prefeito Leonardo Silva Menezes.            |
| 33 | Carlos Gomes Passos           |        | PSD     | 26/12/2022        | 30/12/2022     | Assumiu temporariamente na vacância do cargo de vice-prefeito como presidente da Câmara.      |
| 34 | Múcio Santana Martins         |        | MDB     | 16/10/2023        | 20/10/2023     | Assumiu temporariamente na vacância do cargo de vice-prefeito, como presidente da Câmara.     |
| 35 | Renato Menezes de Castro      |        | UB      | 01/01/2025        | 31/12/2028     |                                                                                               |

| Nome                               | Partido | Início do mandato | Fim do mandato | Prefeito                      |
| ---------------------------------- | ------- | ----------------- | -------------- | ----------------------------- |
| João de Carvalho Tucunduva         | PSD     | 31/01/1959        | 31/01/1961     | Taciano Irany Rodrigues       |
| Laurentino Martins Rodrigues       | UDN     | 31/01/1961        | 27/12/1961     | Walter Augusto Fernandes      |
| Ataídes Pereira da Silva           | UDN     | 31/01/1966        | 31/01/1970     | Luiz de Oliveira              |
| Genervino Manoel da Silva          | ARENA   | 31/01/1970        | 31/01/1973     | Noraldino Rodrigues Porto     |
| Sebastião Custódio Carneiro        | ARENA   | 31/01/1973        | 31/01/1977     | Luiz de Oliveira              |
| José Salvino de Menezes            | ARENA   | 31/01/1977        | 14/05/1982     | Jalles Fontoura de Siqueira   |
| Antônio Rodrigues do Nascimento    | PDS     | 01/02/1983        | 01/01/1989     | Rubens Ottoni de Oliveira     |
| Antônio Lopes da Silva             | PFL     | 01/01/1989        | 01/01/1993     | Hélio Antônio de Sousa        |
| Waldemar Lázaro de Melo            | PMDB    | 01/01/1993        | 01/01/1997     | Gilberto Batista Naves        |
| Alcione Miclos                     | PFL     | 01/01/1997        | 22/11/2000     | Hélio Antônio de Sousa        |
| Walter Pedro da Silva              | PSDB    | 01/01/2001        | 31/12/2004     | Otávio Lage de Siqueira Filho |
| José Mateus dos Santos             | PFL     | 01/01/2005        | 31/12/2008     | Otávio Lage de Siqueira Filho |
| Renato Menezes de Castro           | PTB     | 01/01/2009        | 13/11/2012     | Gilberto Batista Naves        |
| Robson Tavares                     | DEM     | 01/01/2013        | 31/12/2016     | Jalles Fontoura de Siqueira   |
| Carlos Gomes de Passos             | DEM     | 01/01/2017        | 31/12/2020     | Renato Menezes de Castro      |
| João Pedro Almeida Ribeiro         | DEM     | 01/01/2021        | 31/12/2024     | Leonardo Silva Menezes        |
| Luciana Mara de Pina Naves Sampaio | MDB     | 01/01/2025        | 31/12/2028     | Renato Menezes de Castro      |

## Cultura
Goianésia é uma cidade com uma rica programação cultural, marcada por eventos que celebram a arte, a música, a dança, e as tradições locais. A cidade oferece um calendário de festividades e eventos que atraem tanto a população local quanto turistas, promovendo o envolvimento comunitário e o resgate de suas raízes culturais.

### Calendário deEventos[33]
- Fevereiro:
  - COMADEGO - Congresso de Mocidade da Igreja  Assembleia de Deus Ministério Goianésia
- Março:
  - Arte e Palco - Festival de Interpretação de Jovens Talentos
- Abril:
  - Raízes da Minha Terra
  - Festival de Poesia
  - Encontro Nacional de Motociclistas
  - Encenação da Paixão de Cristo
- Maio:
  - Festa do Trabalhador
  - Corrida Rústica
  - Miss Estudantil
  - Marcha para Jesus
- Junho:
  - Festival de Humor
  - Ciranda Cultural na Praça
  - ExpoAgro Goianésia
- Julho:
  - Corrida Otávio Lage
  - Festa em Louvor a São Pedro (Distrito de Natinópolis)
- Agosto:
  - Festa do Congo
  - Dia do Cooperativismo
- Setembro:
  - GMF - Goianésia Music Festival
- Novembro:
  - Natal Luz
  - Festival da Paz[34]
- Dezembro:
  - Natal Luz
  - Réveillon Popular

## Esporte
Goianésia possui uma estrutura esportiva diversificada, com opções para a prática de diferentes modalidades. O Goianésia Esporte Clube, equipe de futebol da cidade, participa de competições estaduais e nacionais, sendo um dos principais representantes esportivos da região. A cidade também conta com o Estádio Valdeir José de Oliveira, que recebe jogos e eventos esportivos locais.
Além do futebol, Goianésia oferece atividades como futsal, vôlei e outras modalidades em centros esportivos e academias espalhados pela cidade. A cidade realiza também eventos esportivos, como corridas de rua e torneios de esportes amadores, promovendo a integração e a participação da comunidade em atividades físicas.

### Futebol Amador
O futebol amador de Goianésia é uma importante atividade esportiva na cidade, com diversos times disputando o campeonato local e promovendo a prática do esporte em diferentes bairros. Entre os principais times que disputam o campeonato estão:
- Associação Esportiva Jalles Machado
- Borracharia Brasil
- Clube Campestre - Gráfica Pontual
- FC Valentes Cristo
- Paris Jussa
- Paivence F.C
- Santa Cecília Futebol
- Verdão Zoolutti Nutrição Animal
- Vila Real F.C
- Zebrinha
- Unidos Campestre de Goianésia

## Educação
Goianésia possui uma trajetória marcada por importantes conquistas educacionais. A Escola Municipal Evangélica Monte Moriá se destacou nacionalmente ao atingir a maior pontuação no Índice de Desenvolvimento da Educação Básica (Ideb) do estado de Goiás, consolidando-se como referência no ensino público.
O município também foi representado em competições de destaque. Em 2006, a estudante da rede pública Laura de Paula Silva venceu o Concurso Internacional de Redação de Cartas, promovido pela União Postal Universal (UPU) e organizado no Brasil pelos Correios. Anos depois, Laura formou-se em Jornalismo pela Universidade Federal de Goiás (UFG).
No ano seguinte, 2007, Aurélio Sampaio Carrilho de Castro Póvoa, estudante da rede pública, foi vencedor do quadro Soletrando, exibido pelo programa Caldeirão do Huck, da TV Globo.
Além disso, em 2017, Gilberto Gonçalves Gomes Filho, estudante da rede pública, conquistou o 1º lugar estadual no Concurso de Redação Jovem Senador, realizado anualmente pelo Senado Federal, como parte do Programa Senado Jovem Brasileiro.
Em 2018, o município teve ainda mais motivos para se orgulhar. Eduardo Moreira Reges, também estudante da rede pública, foi selecionado como Jovem Embaixador nos Estados Unidos, através de um programa da Embaixada dos Estados Unidos no Brasil. No mesmo ano, Gilberto Gonçalves Gomes Filho recebeu a medalha de ouro, e Beatriz de Freitas Oliveira conquistou a medalha de bronze na Olimpíada Brasileira de Matemática das Escolas Públicas (OBMEP).
Além disso, Goianésia continua a ser reconhecida em competições de redação, como exemplificado pela vitória de Arthur Vansan Martins, aluno de uma escola particular, na etapa regional da 50ª edição do Concurso Internacional de Redação de Cartas.

### EscolasMunicipais de Goianésia[44]
- Escola E.M. Antônio Fernandes - Bairro Santa Tereza
- Escola E.M. Antônio Ottoni da Silva - Vila Nova Aurora
- Escola E.M. Casinha Feliz - Bairro Santa Cecília
- Escola E.M. Deodato de Oliveira - Setor Sul
- Escola E.M. Elói Alves da Fonseca - Povoado de Juscelândia
- Escola E.M. Evangélica Monte Moriá - Centro
- Escola E.M. Hermínio Lopes da Silva - Bairro Dona Fica
- Escola E.M. Imorvides Naves - Bairro Primavera
- Escola E.M. João Manoel da Silva - Bairro Muniz Falcão
- Escola E.M. Lauro da Penha - Bairro Amigo
- Escola E.M. Luiz de Oliveira - Bairro Amigo
- Escola E.M. Magnólia Protásio Machado - Jardim Esperança
- Escola E.M. Gotinhas de Luz - Centro
- Escola E.M. Professora Judith Leite - Bairro Boa Vista
- Escola E.M. Professora Maria Gerusa C. de Andrade - Bairro Dona Fica
- Escola E.M. Professor Francisco de Assis Pereira - Cafelândia
- Escola E.M. Professor Gessy Justino de Faria - Bairro Carrilho
- Escola E.M. Padre Jesus Osés Pagolo - Bairro Nossa Senhora da Penha
- Escola E.M. Saint Clair Ottoni da Silva - Vila Nova Aurora
- Escola E.M. Sr. Elisiário José de Oliveira - Bairro Dona Fica

### CrechesMunicipais de Goianésia[45]
- Creche C.M. Dona Onofra - Bairro Muniz Falcão
- Creche C.M. Dona Verônica - Bairro São Cristovão
- Creche C.M. Joaquim Gomes de Pina - Bairro Covoá I
- Creche C.M. Joaquim Mendes da Costa - Bairro Negrinho Carrilho
- Creche C.M. José Luiz de Medeiros Chaves (Zereco) - Bairro Dona Fica
- Creche C.M. Manoel Braollos Martins - Bairro Dona Fica
- Creche C.M. Maria Joana Rodrigues (Filantrópica) - Santa Luzia
- Creche C.M. Márcio Túlio Oliveira Santana - Vila Nova Aurora III
- Creche C.M. Tomaz Antão de Carvalho - Jardim Esperança
- Creche C.M. Valdemar Luis de Moura - Bairro Amigo
- CMEI Luciléia Costa - Rua 26, esquina c/ Rua 39
- Creche C.M. Maria Aparecida Fonseca - Povoado de Cafelândia
- CMEI Mercedes Lopes da Silva - Residencial Colina Parque

### Escolas/ColégiosEstaduais de Goianésia
- Centro de Ensino em Período Integral Presidente Costa e Silva - São Cristóvão
- Colégio Estadual da Polícia Militar de Goiás José Carrilho - Carrilho
- Colégio Estadual Felipe Camarão Poty - Muniz Falcão
- Colégio Estadual Jalles Machado - Centro
- Colégio Estadual Laurentino Martins - São Cristóvão
- Escola Estadual Carlos Gomes - Santa Cecília
- Escola Estadual Comendador Geremias Lunardelli - Povoado de Cafelândia
- Escola Estadual Luiz Gonzaga Sobrinho - Santa Luzia
- Escola Estadual Padre Astério Pascoal - Vila Vera Cruz
- Escola Estadual Pedro Mendonça - Setor Oeste
- Escola Estadual Presidente Kennedy - Carrilho
- Escola Estadual São Sebastião - Povoado de Juscelândia

### Escolas/ColégiosParticulares[46]
- Centro Educacional de Goianésia (CEG) - Setor Sul
- Colégio Couto Magalhães - Covoá
- Colégio Decisão - Setor Sul
- Colégio Maria Imaculada - Centro
- Colégio Tera - Santa Luzia
- Educandário Infantil Tia Minervina - Centro
- Escola Especial Francisco Ferreira Batista (Kiko) - Santa Luzia
- Escola Luiz César de Siqueira Melo - Primavera
- Instituto Genoma - Goianésia - São Cristóvão
- Jardim de Infância Castelinho - Centro
- Movimento Pró-Infância e Juventude de Goianésia - Setor Sul

### Faculdade/UniversidadePública
- Universidade Estadual de Goiás (UEG Câmpus Goianésia) - Setor Sul

### Faculdade/UniversidadeParticular
- Faculdade Evangélica de Goianésia (FACEG) - Bairro Covoá
- Universidade de Rio Verde (UniRV) - Rod. GO-438
- Universidade Norte do Paraná (Unopar) - Bairro Carrilho
- Anhanguera - Bairro Carrilho
- Universidade Paulista (UNIP) - Bairro Carrilho
- Faculdade Unida de Campinas (FacUnicamps) - Setor Sul
- Universidade Cesumar (UniCesumar) - Centro
- Faculdade Única - Bairro Carrilho
- Faculdade Estácio - Bairro Carrilho
- Centro Universitário Internacional (UNINTER) - Centro
- Claretiano - Centro

## Infraestrutura
Goianésia é cortada por importantes rodovias estaduais e federais que facilitam o acesso e a circulação de pessoas e mercadorias. As principais rodovias que passam pelo município são:
- GO-080: Liga Goianésia a Barro Alto e Jaraguá.
- GO-230: Conecta Goianésia a Vila Propício, Santa Isabel, Ceres e Rianápolis.
- GO-438: Liga Goianésia a Santa Rita do Novo Destino.
- GO-338: Conecta Goianésia a Pirenópolis e São Luiz do Norte.
- BR-251: Rodovia federal que liga Goianésia a Vila Propício, Santa Isabel e Rianápolis.

## Datas Comemorativas
Goianésia possui diversas datas comemorativas instituídas por leis municipais, conforme listadas abaixo:
- 5 de junho: Dia Municipal de Conscientização e Preservação do Córrego Calção de Couro (Lei Nº 2067/2002)
- 13 de julho: Dia Municipal do Conselheiro Tutelar (Lei Nº 2235/2004)
- 14 de julho: Dia Municipal do Empreendedorismo (Lei Nº 2682/2009)
- 1º de julho: Dia do Produtor Rural (Lei Nº 2866/2011)
- 1º de setembro: Dia do Profissional da Educação Física (Lei Nº 2800/2010)
- 21 de março: Dia Municipal de Presidente de Associação de Bairro (Lei Nº 3304/2015)
- 24 de março: Dia do Programa Educacional de Resistência às Drogas e à Violência (Lei Nº 2889/2011)
- 15 de outubro: Dia Municipal do Professor (Lei Nº 3706/2019)
- 29 de outubro: Dia Municipal da Leitura (Lei Nº 2223/2003)
- 1º sábado de dezembro: Dia de Lazer das Pessoas Portadoras de Deficiência (Lei Nº 2421/2006)

## Feriados Municipais
Goianésia possui feriados municipais que celebram sua história, cultura e figuras importantes para o município. São eles:
- 24 de junho: Aniversário de Goianésia - Data comemorativa que marca a fundação do município.[49] (Lei Nº 388/1974)
- 14 de julho: Homenagem a Otávio Lage Siqueira - Feriado dedicado a um líder político importante na história de Goianésia e ex-governador de Goiás.[50][51] (Lei Nº 2686/2009)
- 15 de agosto: Dia de Nossa Senhora D’Abadia - Feriado em homenagem à padroeira da cidade.[52] (Lei Nº 912/1988)
- 27 de setembro: Homenagem a Laurentino Martins Rodrigues - Feriado em tributo ao fundador do município.[53][54] (Lei Nº 388/1974)